# Eduardo Westerdahl
Eduardo Westerdahl y Oramas (* 2. Mai 1902 in Santa Cruz de Tenerife ; † 29. Januar 1983 ebenda) war ein spanischer Kunstkritiker und Autor.

## Leben
Eduardo Westerdahl wurde als Sohn des schwedischen Importhändlers Johan Bernard Westerdahl und der Kanarin Ignacia María de la Encarnación Oramas Medina in Santa Cruz de Tenerife geboren. Er besaß zwar die schwedische Staatsbürgerschaft, hat sich aber nie in Schweden aufgehalten. Er selbst sah sich als Spanier oder genauer als Canario (Einwohner der Kanarischen Inseln) und Tinerfeño (Einwohner Teneriffas).
Sein Vater starb, als Eduardo Westerdahl vier Jahre alt war. Wegen der schwierigen wirtschaftlichen Verhältnisse, die auch in Spanien aufgrund des Ersten Weltkriegs in Europa herrschten, sah sich Eduardo Westerdahl 1918 gezwungen, seine Ausbildung an einer Handelsschule nach vier Jahren im Alter von 18 Jahren ohne Abschluss abzubrechen. Nachdem er drei Jahre bei einer Reederei und Ex- und Importfirma gearbeitet hatte, bekam er 1921 eine Stelle als Kassierer bei einer Privatbank. Diese Arbeitsstelle behielt er auch noch bei, nachdem im Jahr 1946 nach Ende des Zweiten Weltkrieges die Banco Central das Unternehmen übernommen hatte. Seinen Lebensunterhalt verdiente Westerdahl während seines ganzen Lebens als Bankkassierer. Westerdahl hatte nie eine formale künstlerische oder akademische Ausbildung genossen.

### 1922–1931 Círculo de Bellas Artes und Hespérides
Ab 1922 veröffentlichten verschiedenen örtlichen Zeitungen Erzählungen und Kurzgeschichten von Westerdahl.
Im Jahr 1925 war Westerdahl Mitbegründer des Circulo de Bellas Artes de Tenerife. Bei dieser Vereinigung handelte es sich ursprünglich um einen Zusammenschluss von Bildenden Künstlern. Nachdem immer mehr Jugendliche aus bürgerlichen Familien dieser Vereinigung beitraten, wurden im Jahr 1926 unterschiedliche Abteilungen für Malerei, Theater, Literatur, Musik, Bildhauerei, Architektur und Bildungswesen eingerichtet. In den zentral in der Innenstadt von Santa Cruz de Tenerife gelegenen Räumen des Circulo de Bellas Artes de Tenerife fand eine große Anzahl der durch Westerdahl organisierten Ausstellungen statt.
Im Jahr 1926 trat Westerdahl in die Redaktion der Wochenzeitung Hespérides ein. Er wirkte dort als Chefredakteur bis zur Einstellung der Zeitschrift im Jahr 1928. Hespérides befasste sich mit Kunst, Naturwissenschaften, Literatur und Sport. Es erschienen Gedichte, Erzählungen, Buchbesprechungen und gesellschaftskritische Aufsätze. Als besondere Neuheit gab es eine Vielzahl von Landschaftsfotografien der malerischsten Gegenden Teneriffas, La Palmas und La Gomeras (also der westlichen Kanarischen Inseln). Dieser Schwerpunkt der Zeitschrift stimmte überein mit den Interessen der ausländischen Unternehmer des Archipels. Die wichtigsten Unternehmer der Tourismusbranche waren damals Jacob Ahlers, der Arbeitgebers Eduardo Westerdahls, und Fred. Olsen, dem Betreiber der wichtigsten Schifffahrtslinien zum Festland und zwischen den Inseln. Diese Geschäftsleute zeigten ein großes Interesse an der Erhaltung des kulturellen und künstlerischen Erbes der Kanarischen Inseln, da die Erhaltung dieses Erbes dem Tourismus förderlich war. Jacob Ahlers schrieb selbst einen Reiseführer der der Förderung des Tourismus dienen sollte.
Im Jahr 1928 gab die Redaktion der Hespérides verschiedene Gedichtsammlungen heraus. Darunter war auch eine Sammlung von Gedichten Westerdahls. Sie trug den Titel Poemas de sol lleno.

### 1931 Aufenthalt in Europa
Der Eigentümer der Bank, in der Westerdahl als Kassierer arbeitete, Jacob Ahlers, der in der Zwischenkriegszeit deutscher und österreichischer Konsul in Santa Cruz de Tenerife war, ermöglichte Eduardo Westerdahl einen dreimonatigen Aufenthalt in Europa. Zweck dieses Aufenthaltes war es eigentlich Westerdahls Sprachkenntnisse zu verbessern. Auf dieser Reise, in deren Verlauf er die Niederlande, Frankreich, Deutschland und die Tschechoslowakei besuchte, erweiterte er seine Kenntnisse besonders im Hinblick auf die zeitgenössische Kunst. Er besuchte dort die wichtigsten Museen und Galerien. Die Arbeiten Kandinskys, Klees und das Ausbildungskonzept des Bauhauses, dass ihm in Dessau erklärt wurde, hinterließen bei ihm einen bleibenden Eindruck. Er begeisterte sich auch für die Neuentwicklungen im Theater und im Kinofilm. Er besuchte Theateraufführungen von Erwin Piscator und Max Reinhardt, Filmaufführungen des Films  Lichter der Großstadt von Charles Chaplin und El millon von René Clair.
Ende Oktober 1931 kehrte Westerdahl nach Santa Cruz zurück mit Büchern, Zeitschriften, Fotos, Postkarten, Katalogen, einer Lithografie von Franz Marc, einer gekauften Zeichnung von Kandinsky und vielen dauerhaft geknüpften Beziehungen zu avantgardistischen Künstlern der unterschiedlichsten Bereiche.
Als Folge dieser Reise und der dort geknüpften Beziehungen gründete Eduardo Westerdahl zusammen mit einigen Freunden die internationale Kulturzeitung Gaceta de Arte.

### 1932–1936 Gaceta de Arte
Nach Gründung der Gaceta de Arte konzentrierte sich das kulturelle Schaffen Westerdahls auf die Zeitschrift und die vielfältigen Aktivitäten der Redaktion. Diese bestanden außer der monatlichen Herausgabe einer vierseitigen Kulturzeitschrift in der Organisation von Ausstellungen und Kongressen sowie dem Verlegen von Büchern.
Die bedeutendste Ausstellung die die Redaktion der Gaceta de Arte – in der Hauptsache aber ihr Chefredakteur Eduardo Westerdal – organisierte, war die Ausstellung Arte surrealista in der vom 11. bis zum 21. Mai 1935 im Ateneo de Santa Cruz de Tenerife u. a. Arbeiten von Pablo Picasso, Joan Miró, Salvador Dalí, Hans Arp, Max Ernst, Man Ray und Giorgio de Chirico gezeigt wurden. Zur Eröffnung reisten André Breton, Jacqueline Lamba und Benjamin Péret nach Teneriffa. Während ihres mehrwöchigen Aufenthalts auf Teneriffa entwickelte sich eine lang anhaltende Freundschaft zwischen Westerdahl und den Besuchern.
Ende des Jahres 1935 nahm Westerdahl Kontakt zu der Gruppe ADLAN (Asociación para la Defensa de las Artes Nuevas) auf. Die Gruppe ADLAN war eine katalanische Künstlervereinigung, die 1932 in Barcelona gegründet wurde, um die avantgardistische Kunst zu fördern. Westerdahl beabsichtigte mit dieser Gruppe in Barcelona und Madrid Zeitschriften zu gründen, die ähnliche Ziele verfolgten wie die Zeitschrift Gaceta de Arte in Teneriffa. Mit der Gründung von ADLAN Madrid und ADLAN Teneriffa sollte eine Zusammenarbeit beider Organisation bei Ausstellungen geschaffen werden. Im Juni 1936 fand in Santa Cruz eine Ausstellung statt, die gemeinsam von ADLAN und der Gaceta de Arte organisiert worden war. In dieser Ausstellung wurde auch ein surrealistisches Objekt ausgestellt, das von Eduardo Westerdahl geschaffen worden war.

### 1936–1949 Bürgerkrieg und Unterbrechung der Tätigkeit als Kunstkritiker
Mit dem Militärputsch im Juli 1936 begann in Spanien der Bürgerkrieg. Die während des Krieges und nach dem Krieg herrschenden Verhältnisse unterbrachen die meisten internationalen kulturellen Verbindungen. Avantgardistische Kunst wurde zu dieser Zeit in Spanien nicht geduldet. Einige der Freunde Westerdahls waren ermordet worden, andere waren geflüchtet. Er selbst rechnete mit seiner Ausweisung als unerwünschter Ausländer und informierte sich über Arbeitsmöglichkeiten in Südamerika. Durch Vermittlung von Freunden bekam er aber doch eine Aufenthalts- und Arbeitserlaubnis und konnte so seinen Lebensunterhalt als Bankangestellter verdienen. Er hielt weiterhin brieflich Kontakt zu Freunden in Frankreich, Deutschland und Italien und war über die künstlerischen Entwicklungen in diesen Ländern informiert.
Erst im Januar 1946 wurde Westerdahl wieder als Mitglied in den Circulo de Bellas Artes de Tenerife aufgenommen. Ab diesem Zeitpunkt schrieb er auch wieder Kunstkritiken für die örtlichen Zeitungen, allerdings unter dem Pseudonym Luis Dadin, das er auch in den 30er Jahren gelegentlich verwendet hatte. Er organisierte eine Reihe von Ausstellungen der Arbeiten zeitgenössischer Künstler, die aber eher von örtlicher Bedeutung waren. Mit der Zeit konnte er auch seine Kontakte zu ausländischen Künstlern wieder aufnehmen.

### 1949–1983 Wiederaufnahme der Aktivitäten nach der Liberalisierung der spanischen Kulturpolitik
Die Escuela de Altamira (Schule von Altamira) in Santillana del Mar in Kantabrien war ein Projekt, das die avantgardistische Kunst Spaniens nach dem Bürgerkrieg wiederbeleben sollte. Die Gründer, Mathias Goeritz, Ángel Ferrat, Ricardo Gullón und Pablo Beltrán de Heredia luden Westerdahl zu der Primera Semana de Arte (Erste Woche der Kunst), die vom 19. bis zum 26. September 1949 stattfand, nach Santillana del Mar ein. Auf dieser Konferenz traf Westerdahl erneut auch mit ausländischen Künstlern zusammen, mit denen er im Briefkontakt gestanden hatte. Er übernahm die Aufgabe als Herausgeber der Monografien des Projektes tätig zu werden und schrieb selbst eine Biografie über Mathias Goeritz.
Die Secunda Semana de Arte (Zweite Woche der Kunst) fand im September 1950 in Santander statt. Diese Konferenz befasste sich nicht nur mit Bildender Kunst, sondern auch mit Dichtung, Literatur, Musik und dem Verhältnis von Kunst und Gesellschaft. Im Anschluss an die Teilnahme an diesem Kongress fuhr Westerdahl nach Paris. Dort kam er mit den nun, nach dem Zweiten Weltkrieg, bedeutendsten Persönlichkeiten der sich wandelnden Kunstszene zusammen.
Ab 1949 überließen verschiedene Künstler mit denen Westerdahl zusammentraf, wie z. B. auf der Primera Semana de Arte und auf der Secunda Semana de Arte oder Künstler für deren Ausstellungen im Circulo de Bellas Artes de Tenerife er sich einsetzte, Arbeiten für das von ihm geplante Museum.
Die erste auf Dauer angelegte Ausstellung Zeitgenössischer Kunst auf der Insel Teneriffa und in ganz Spanien, die Sala Eduardo Westerdahl wurde am 28. März 1953 in einem Raum des Instituto de Estudios Hispánicos de Canarias in Puerto de la Cruz eröffnet. Die Sala Eduardo Westerdahl zeigte 26 Arbeiten von 12 Künstlern aus sechs Ländern.
Im April des Jahres 1954 fand im Casino Principal de Santa Cruz de Tenerife eine von Eduardo Westerdahl organisierte Einzelausstellung der Arbeiten von Maud Domínguez, der Ehefrau von Óscar Domínguez statt. Die politische Situation ließ einen Besuch Óscar Domínguez’ in seiner Heimat nicht zu. So kam Maud Domínguez zur Eröffnung der Ausstellung ohne ihren Ehemann nach Teneriffa.
Am 22. November 1955, nach weiteren Treffen in Barcelona, heiratete Eduardo Westerdahl in Paris Maud Bonneaud, geschiedene Domínguez. Am 28. Oktober 1957 wurde ihr Sohn Hugo Bernardo Westerdahl Bonneaud geboren.
In den folgenden Jahren kam Westerdahl auf Reisen nach Frankreich, Deutschland, Italien und Portugal bei privaten Besuchen und auf verschiedenen Kongressen mit den wichtigsten avantgardistischen Künstlern der Zeit zusammen. Im Jahr 1972 wurde er Mitglied in der Kulturkommission der Architektenkammer der Kanarischen Inseln. In dieser Funktion nahm er 1973 teil an der Vorbereitung und Durchführung der ersten Internationalen Ausstellung Skulptur auf der Straße (Exposición Internacional de Escultura en la calle). Im Rahmen dieser Ausstellung wurden Skulpturen u. a. von Andreu Alfaro, Martín Chirino, Óscar Domínguez, Amadeo Gabino, Josep Guinovart, Gottfried Honegger, Henry Moore, Joan Miró, Eduardo Paolozzi, Josep Maria Subirachs oder Francisco Sobrino dauerhaft auf Straßen, öffentlichen Plätzen und in Parks aufgestellt. Ein großer Teil der Ausstellungsstücke ist den guten Beziehungen Westerdahls zu den Künstlern zu verdanken.
Am 29. Januar 1983 starb Eduardo Westerdahl in Santa Cruz de Tenerife.
Während seiner aktiven Zeit hat Eduardo Westerdahl immer wieder Fotos aufgenommen. Dabei handelte es sich grundsätzlich um „Erinnerungsfotos“. Auf diese Art war eine ansehnliche Sammlung von sehr aussagekräftigen Porträts zusammengekommen. Es waren sehr persönliche Fotos nahezu aller bedeutender Persönlichkeiten der avantgardistischen Literatur und bildenden Kunst und darüber hinaus bedeutender Persönlichkeiten der Zeit wie z. B. Bertrand Russell vorhanden. Diese Sammlung wurde 1992 in zwei Bänden unter dem Titel „Eduardo Westerdahl - Escrito con Luz“ (Eduardo Westerdahl, mit Licht geschrieben) von der Kanarischen Regierung verlegt.
Im Jahr 2005 fand eine Ausstellung im Andenken an Maud und Eduardo Westerdahl statt.

## Werke
Alle Veröffentlichungen sind, wenn nicht anders angegeben, in spanischer Sprache
- Eduardo Westerdahl: Poemas de sol lleno. Hespérides, Santa Cruz de Tenerife 1928, S. 157.
- Eduardo Westerdahl: Willi Baumeister. Gaceta de Arte, Santa Cruz de Tenerife 1934, S. 39.
- Eduardo Westerdahl, Domingo Lopez-Torres Übersetzung aus d. Span. von Juan O. Glahn: Die Monographie Hans Tombrock : mit einer autobiographischen Einleitung und 46 Reproduktionen nach Bildern des Künstlers. Reso, Zürich 1936, S. 60.
- Eduardo Westerdahl: Mathias Goeritz. Ediciones Cobalto, Barcelona 1949, S. 58.
- Eduardo Westerdahl: Luc Peire. Instituto de Estudios Hispánicos, Puerto de la Cruz 1953, S. 29.
- Westerdahl, Eduardo: Will Faber. La Editora Nacional, Madrid 1957.
- Eduardo Westerdahl: Oscar Domínguez. Gustavo Gili, Barcelona 1968, S. 64.
- Eduardo Westerdahl: José Abad. Galerías Skira, Madrid 1969, S. 46.
- Eduardo Westerdahl: Artigas o el amor a un tiempo denostado. Madrid ; Palma de Mallorca 1972.
- Eduardo Westerdal: Dibujos de Jorge Lindell. Caja General de Ahorros y Monte de Piedad, Santa Cruz de Tenerife 1973, S. 47 (Ausstellungskatalog).
- Eduardo Westerdahl: La escultura der Pablo Serrano. Poligrafía, Barcelona 1977, ISBN 84-343-0261-6, S. 301.
- Eduardo Westerdahl: Nazco. Servicio de Publicaciones del Ministerio de Educación y Ciencia, Madrid 1977, ISBN 84-369-0175-4, S. 81.
- Eduardo Westerdahl, William Dyckes: Chirino : the AfroCán : [exposición, march 24-april 1979, Borgenicht Gallery, New York]. Taller ediciones JB, Madrid 1979, ISBN 84-7330-084-X, S. 80 (spanisch).
- Eduardo Westerdahl: Giraldo : el escultor Giraldo. Rayuela, Madrid 1979, ISBN 84-85253-42-6, S. 48 (Juan Antonio Giraldo).
- Eduardo Westerdahl: Manolo Millares. Mancomunidad de Cabildos, Plan cultural y Museo canario, Las Palmas de Gran Canaria 1980, ISBN 84-500-3515-5, S. 46.
- Domingo Pérez Minik, José-Miguel Ullán, Eduardo Westerdahl, Antonio Zaya: 2ª Exposición Surrealista en Canarias. Ministerio de Cultura, Delegación Provincial, Las Palmas de Gran Canaria 1981, S. 148.
- Eduardo Westerdahl, Carlos E. Pinto: Gonzalo González. Servicio de Publicaciones de la Caja General de Ahorros, Santa Cruz de Tenenerife 1982, S. 85 (Ausstellungskatalog).
- Eduardo Westerdahl, Antonio Bonet Correa u. a.: El surrealismo. Catedra : Universidad Menéndez Pelayo, Madrid 1983, ISBN 84-376-0408-7, S. 230.
- Eduardo Westerdahl, Domingo Pérez Minik, Juan Cruz Ruiz, Carlos A. Schwartz, Efraín Pintos: Esculturas en la calle : Santa Cruz de Tenerife. Consejería de Cultura y Deportes,, Las Palmas de Gran Canaria; Santa Cruz de Tenerife 1985, S. 82.
- Eduardo Westerdahl, Domingo Pérez Minik: Gaceta de arte : 1932–1935 reedición. Colegio Oficial de Arquitectos de Canarias, Santa Cruz de Tenerife 1989, ISBN 84-600-5304-0 (Neudruck der Zeitschrift).
- Eduardo Westerdahl / Pilar Carreño Corbella: Viaje a Europa. Viceconsejería de Cultura y Deportes, Gobierno, Santa Cruz de Tenerife 1996, ISBN 84-7947-139-5, S. 120.
- Eduardo Westerdahl: La Aventura de Mirar. Publicaciones Museo Patio Herreriano, Valladolid 2005, ISBN 84-96286-06-1, S. 264.
- Manolo Millares, Eduardo Westerdahl: El artista y el crítico : Manolo Millares y Eduardo Westerdahl, correspondencia 1950–1969. La Fábrica, Madrid 2011, ISBN 84-92841-79-6.